# 랑팡 계획
랑팡 계획(영어: L'Enfant Plan)은 1791년 소령 피에르 (피터) 샤를 랑팡이 초대 미국 대통령 조지 워싱턴을 위해 워싱턴 D.C. 도시에 맞게 개발한 도시 계획이다. 이 계획은 도시설계의 이정표로 평가받고 있으며 브라질리아, 뉴델리, 캔버라와 같은 다른 세계 수도들의 계획에 영감을 주었다. 미국에서는 디트로이트, 인디애나폴리스, 새크라멘토의 계획이 워싱턴 D.C. 계획에서 영감을 받았다.

## 역사

1792년 워싱턴시의 모습

랑팡은 미국 독립 전쟁 중 대륙육군에서 복무한 프랑스 예술가이자 엔지니어였다. 1789년, 미국을 위한 새로운 연방 수도 도시 건설에 대한 논의가 진행 중이었고, 랑팡은 워싱턴 대통령에게 도시 계획을 의뢰해 줄 것을 요청하는 편지를 보냈다. 그러나 수도에 대한 어떠한 결정도 수도입지법을 미국 의회가 통과시킨 1790년 7월까지 보류되었다. 이 법안은 새로운 수도가 이스턴 브랜치(아나코스티아강)와 메릴랜드주 헤이거스타운 근처의 코노코치그 크리크 사이의 포토맥강의 어느 한 지점에 위치해야 한다고 명시했다. 수도입지법은 워싱턴 대통령에게 연방 구역 조사를 감독하고 1800년 연방 정부를 수용할 공공 건물을 제공할 세 명의 위원을 임명할 권한을 부여했다.
1791년, 워싱턴은 랑팡을 새로운 연방 도시 계획 책임자로 임명했으며, 워싱턴이 이전에 컬럼비아 특별구가 된 지역의 계획 및 개발을 감독하기 위해 임명한 세 명의 위원의 감독을 받았다. 새로운 구역에는 조지타운 (이전에는 메릴랜드주 몽고메리군에 속함)과 버지니아주 알렉산드리아의 강변 항구 도시들이 포함되었다.
워싱턴의 국무장관으로 재직 중이던 토머스 제퍼슨은 워싱턴과 함께 국가 수도의 전반적인 계획을 수립했다. 제퍼슨은 랑팡에게 연방 도시와 공공 건물을 위한 적절한 부지 도면을 제공하는 임무를 설명하는 편지를 보냈다. 제퍼슨은 수도에 대해 소박한 생각을 가지고 있었다. 그러나 랑팡은 이 임무를 훨씬 더 웅장하게 보았으며, 자신이 도시 계획과 건물을 설계하고 있다고 믿었다.
랑팡은 1791년 3월 9일 조지타운에 도착하여 수터스 파운틴 여관에서 작업을 시작했다. 워싱턴은 3월 28일 랑팡 및 위원들과 며칠간 회의를 위해 도착했다. 랑팡에게는 또한 제퍼슨이 프랑크푸르트, 암스테르담, 스트라스부르, 파리 (프랑스), 오를레앙, 보르도, 리옹, 마르세유, 토리노, 밀라노를 묘사한 지도 묶음이 제공되었다. 6월 22일, 랑팡은 대통령에게 연방 도시를 위한 첫 번째 계획을 제출했다. 8월 19일, 그는 대통령에게 보낸 편지에 새로운 지도를 첨부했다. 워싱턴은 랑팡의 계획 중 한 부본을 보관하고 의회에 보여준 후 나중에 세 위원에게 주었다. 1791년 11월, 랑팡은 의사당 기초에 훌륭한 아퀴아 크릭 사암을 공급하기 위해 위긴턴 섬과 아퀴아 크릭 남동쪽에 있는 채석장 임대 계약을 확보했다.

## 계획

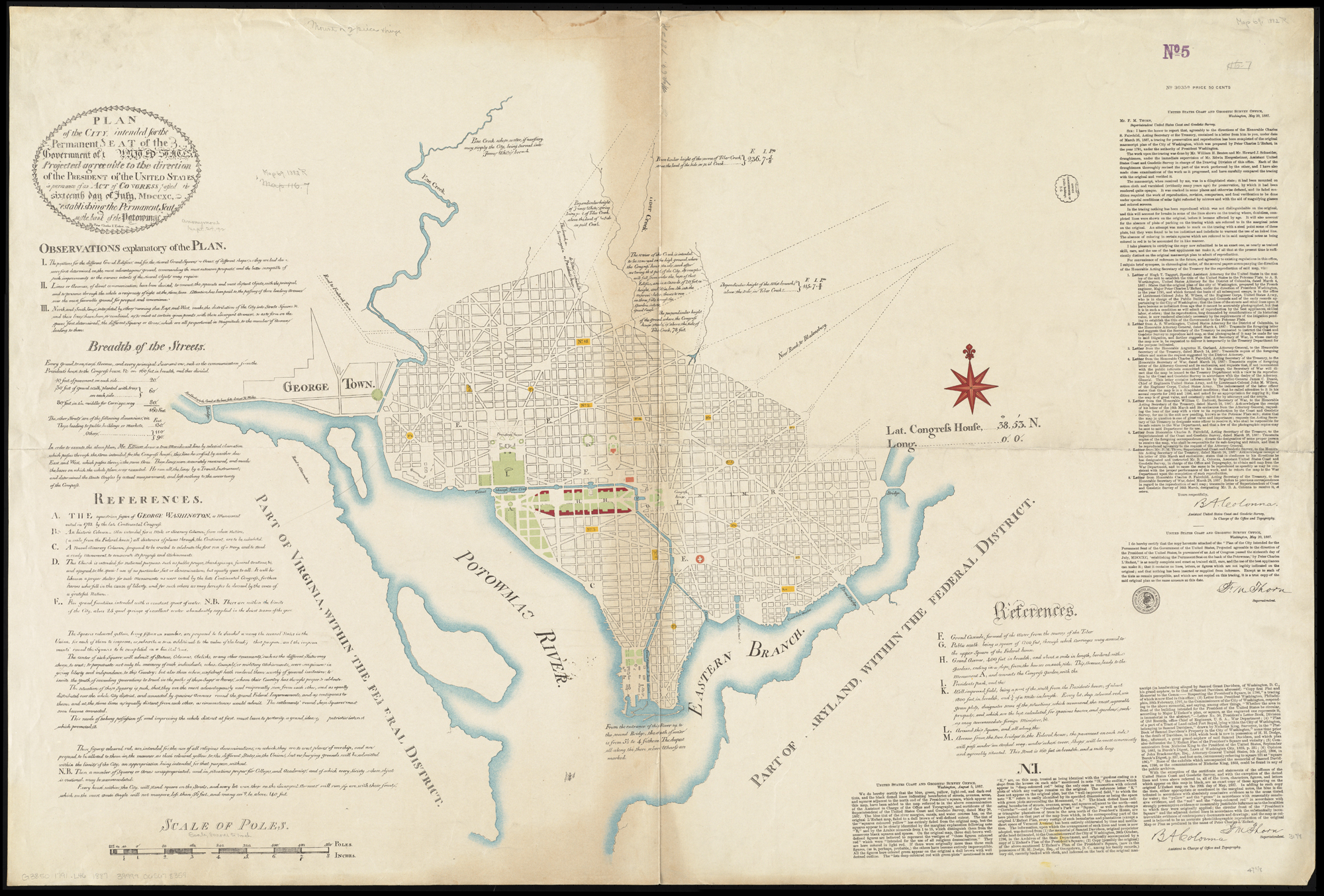

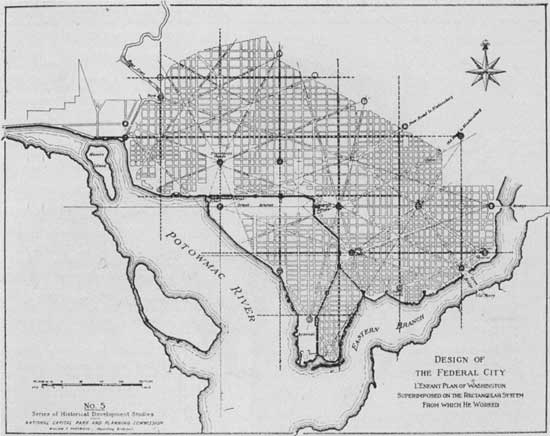
연방 도시 설계: 랑팡의 워싱턴 계획을 그가 작업한 직사각형 시스템 위에 중첩 (1930)

랑팡의 "미국 정부의 영구적인 소재지로 의도된 도시 계획..."은 포토맥 강, 이스턴 브랜치, 대서양 경계 단층선의 급경사면 기저부, 그리고 록 크리크 (계획상 파인 크리크로 명명됨)로 둘러싸인 지역을 포함했다. 그의 계획은 두 건물, "의사당"(미국 국회의사당)과 "대통령 관저"(1815-1817년 재건 및 석벽 재도장 이후 백악관 또는 행정 관저로 알려짐)의 위치를 명시했다.
계획은 대부분의 거리가 격자형으로 배치될 것을 명시했다. 격자를 형성하기 위해 일부 거리(나중에 알파벳으로 명명됨)는 동서 방향으로, 다른 거리(숫자로 명명됨)는 남북 방향으로 뻗어나갈 것이다. 나중에 연방의 주 이름을 따서 명명된 더 넓은 대각선 대로는 남북-동서 격자망을 가로질렀다. 이 "대규모 대로"는 남북 및 동서 거리를 원형 교차로 및 직사각형 광장에서 교차하며, 이는 나중에 저명한 미국인들을 기리고 공개 공간을 제공할 것이다.
랑팡의 계획은 추가적으로 의사당과 대통령 관저를 지나는 운하 시스템(워싱턴 시티 운하로 나중에 지정됨)을 계획했다. 운하의 한 지류는 티베르 크리크 어귀의 대통령 관저 남쪽에서 포토맥강으로 흘러들어가며, 이 강은 수로화되고 곧게 펴질 것이다. 운하의 다른 지류는 제임스 크리크를 수로화하여 동부 지류와 포토맥 강이 합류하는 두 개의 분리된 지점에서 동부 지류로 나뉘어 흘러들어갈 것이다. 1791-92년 계획 및 그 수정안에 나타난 운하의 규모와 복잡성은 도시의 웅대한 설계에서 운하의 중요성을 시사하며, 국립 판테온, 사법 광장, 시장/거래 복합체, 국립 은행 및 극장, 그리고 대규모 교회 복합체와 같은 중요한 건축물들이 그 강변을 따라 위치했다.

### "의사당"
의사당(미국 국회의사당으로 알려짐)은 랑팡이 "기념비를 기다리는 받침대"라고 묘사했던 젠킨스 언덕(나중에 캐피틀힐로 알려짐)에 건설될 것이다. 새로운 국가 입법부의 중요성을 강조하면서, 의사당은 0:0으로 지정된 경도에 위치할 것이다.

### "대통령 관저"
대통령 관저는 포토맥강에 평행한 능선에 위치할 것이며, 랑팡이 운하화할 것을 제안한 티베르 크리크의 입구 북쪽에 자리할 것이다. 랑팡은 대통령 관저가 공공 정원과 기념비적인 건축물을 갖추도록 구상했다. 그의 웅장한 비전을 반영하여, 그는 대통령 관저(가끔 대통령 궁으로 불림)가 실제로 건설된 건물 크기의 5배가 될 것이며, 심지어 당시 미국에 건설된 가장 큰 주택이 될 것이라고 명시했다.

### 내셔널 몰
랑팡 계획의 눈에 띄는 기하학적 특징은 대통령 관저와 의사당을 연결하는 넓은 대로(현재 펜실베이니아 애비뉴 NW의 일부)를 빗변으로 하는 큰 직각삼각형이었다. 삼각형을 완성하기 위해, 대통령 관저 중심에서 정남향으로 뻗은 선이 의사당 중심에서 정서향으로 뻗은 선과 직각으로 교차했다. 400-피트-wide (122 m)의 정원 가로수길이 있는 넓은 대로(나중에 내셔널 몰이 됨)는 동서 방향으로 약 1 마일 (1.6 km) 동안 이어질 것이다.

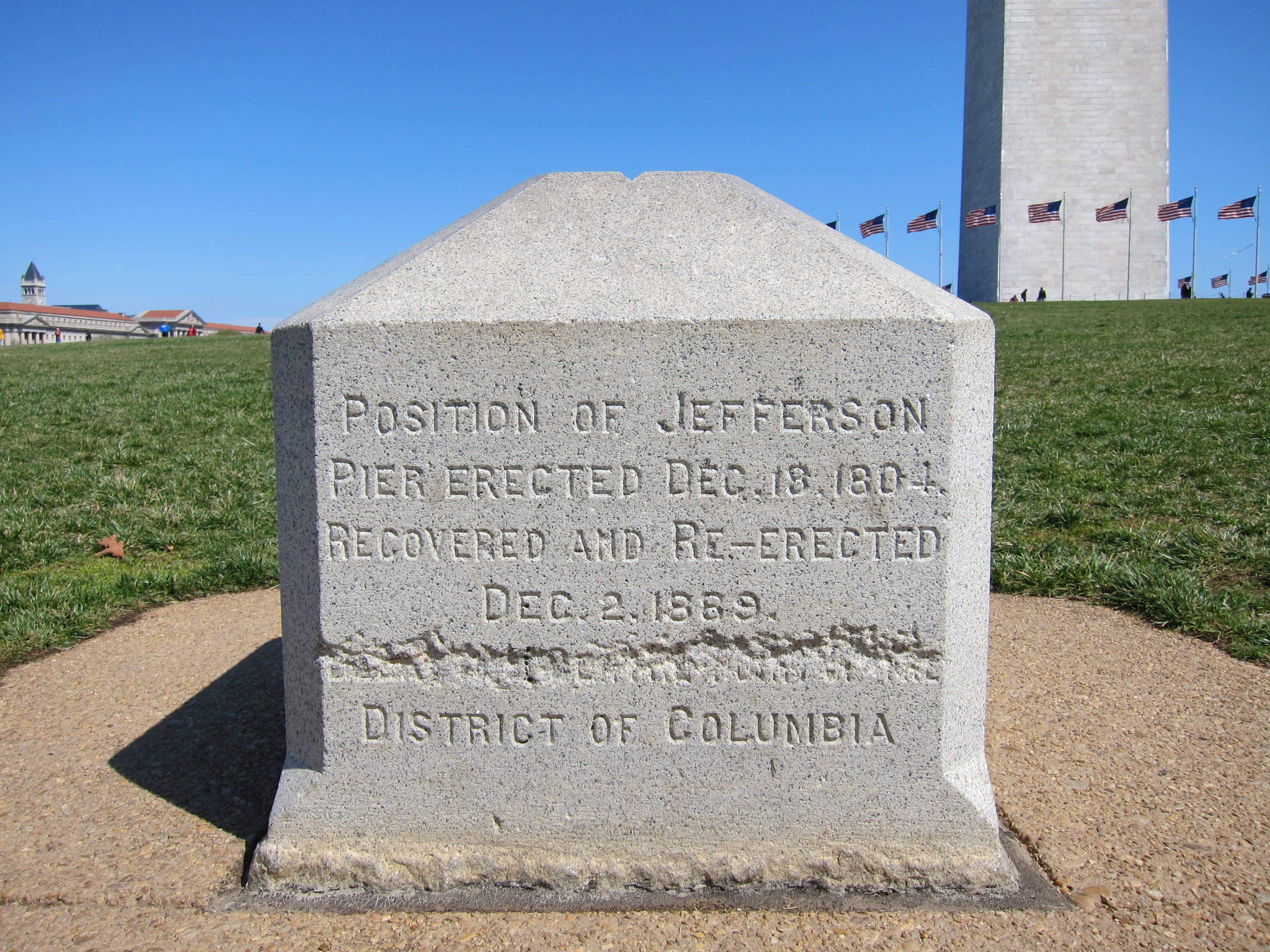

1793년, 백악관과 국회의사당의 교차축이 만나는 지점인 삼각형의 남서쪽 모퉁이에 목재 표지판이 세워졌다. 1804년에 작은 석조 오벨리스크인 제퍼슨 피어가 이 표지판을 대체했다.

### 광장과 공공 장소
당시 15개 주에는 각각 광장을 건설하고 원하는 대로 장식할 수 있는 권한이 부여되었다. 이 광장들은 대로를 따라 위치하며, 서로 쉽게 보일 수 있어 선의의 경쟁을 유도하도록 되어 있었다. 이 계획은 일부 원형 광장과 직사각형 광장을 번호가 매겨진 보호 구역으로 지정했다. 계획의 범례는 알파벳으로 식별되는 다른 공개 공간의 용도를 지정했다. 다른 범례는 대규모 대로와 거리의 폭을 명시했다.

## 계획 참조
계획과 지도의 여백에는 랑팡이 작성한 참조 목록이 있었다. 그 목록은 다음과 같다:

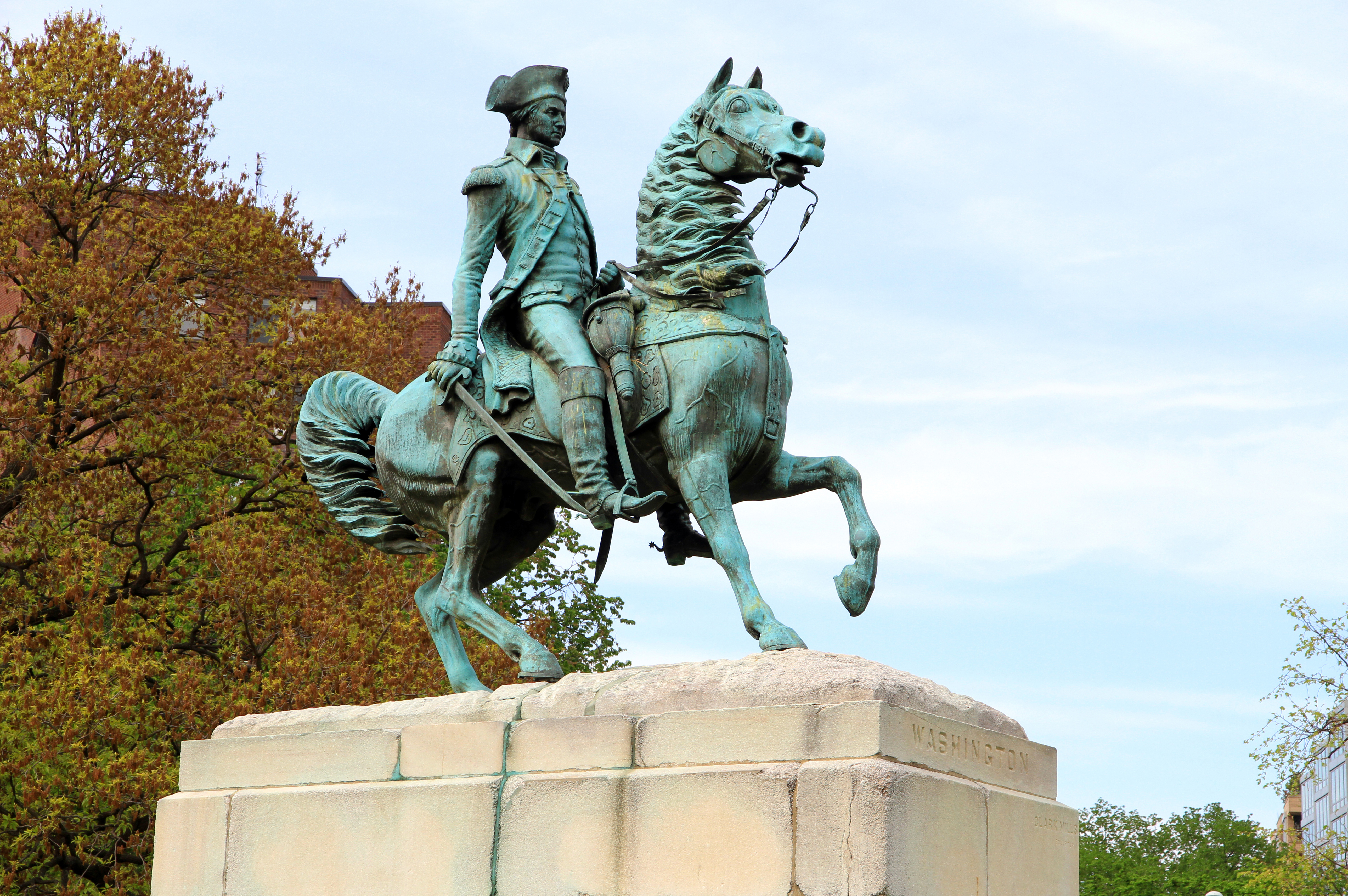
참조 A: 조지 워싱턴 기마상 (여기서는 워싱턴 서클에 묘사됨)이 워싱턴 기념비 부지에 의도되었다.

### 참조 A
"고 대륙 의회에서 의결된 조지 워싱턴의 기마상 기념비."

### 참조 B
"역사적인 기둥 — 연방 관저에서 1마일 떨어진 곳에서 대륙을 통과하는 모든 장소의 거리가 계산될 마일 또는 여정 기둥으로도 의도됨" (현재 링컨 공원 부지)

### 참조 C
"해군 여정 기둥은 해군 최초의 상을 기념하고 그 발전과 업적을 기리는 기념비로 세워질 예정이다. . . ."

### 참조 D
"교회는 공공 기도, 추수감사절, 장례식 등 국가적인 목적으로 사용되며, 특정 종파나 교단에 할당되지 않고 모두에게 동등하게 개방된다. 또한, 고 대륙 의회에서 의결된 대로 자유를 위해 쓰러진 영웅들과 앞으로 감사하는 국가의 목소리에 의해 결정될 영웅들을 위한 적절한 피난처가 될 것이다." (현재 국립 초상화 미술관 부지)

### 참조 E
"5개의 큰 분수는 끊임없이 물을 뿜도록 의도되었다. 비고: 도시 경계 내에는 일 년 중 가장 건조한 계절에도 물이 풍부하게 공급되는 25개 이상의 훌륭한 샘물이 있다."

### 참조 F
"티베르 강 수원에서 형성된 웅장한 폭포."

### 참조 G
"공공 산책로, 1200피트 너비의 사각형으로, 마차가 연방 관저의 상위 광장까지 올라갈 수 있다."

### 참조 H
"대규모 대로, 폭 400피트, 길이 약 1마일로 정원이 늘어서 있고 양쪽 주택에서 경사로 이어진다. 이 대로는 기념비 A로 이어지며 의회 정원과 ...를 연결한다."

### 참조 I
대통령 공원과...

### 참조 K
잘 정비된 들판은 대통령 관저에서 이어지는 공공 산책로의 일부로, 폭 약 1800피트, 길이 3/4마일이다. 짙은 붉은색으로 칠해진 녹색 구획은 가장 쾌적한 경치를 자랑하며 외국 사절을 수용할 수 있는 넓은 주택과 정원에 가장 적합한 위치를 나타낸다.

### 참조 L
이 광장 주변과 대로를 따라

### 참조 M
국회의사당 동쪽 광장 주변과 두 다리에서 연방 관저로 이어지는 대로를 따라 양쪽 포장 도로는 아치형 통로 아래로 지나며, 그 아래에 상점들이 가장 편리하고 쾌적하게 위치할 것이다. 이 거리는 폭 160피트, 길이 1마일이다.

### 추가 참조
"노란색으로 칠해진 15개의 광장들은 연방의 여러 주에 할당되어, 각 주가 목적에 맞게 개선하거나 토지의 추가 가치에 기여하도록 제안되었으며, 광장 주변의 개선은 제한된 시간 내에 완료되어야 한다."
"각 광장의 중앙에는 조각상, 기둥, 오벨리스크 또는 각 주가 세우고자 하는 다른 장식이 허용된다. 이는 이 나라에 자유와 독립을 가져오는 데 공헌한 개인들의 기억을 영원히 기릴 뿐만 아니라, 그 유용성이 보편적인 모범이 될 만한 인물들도 기리기 위함이다. 이를 통해 후세의 젊은이들이 그들의 조국이 기리기로 결정한 현인이나 영웅들의 길을 따르도록 초대한다."
"이 광장들의 위치는 서로 가장 유리하고 상호적으로 보이며, 도시 전체 지역에 균등하게 분포되어 있고, 웅대한 연방 개선 사업 주변의 넓은 대로로 연결되어 있으며, 그들과 인접하면서 동시에 가능한 한 서로 균등한 거리에 떨어져 있다. 이 광장들 주변의 정착촌은 곧 연결되어야 한다."

## 앤드루 엘리콧의 계획 수정

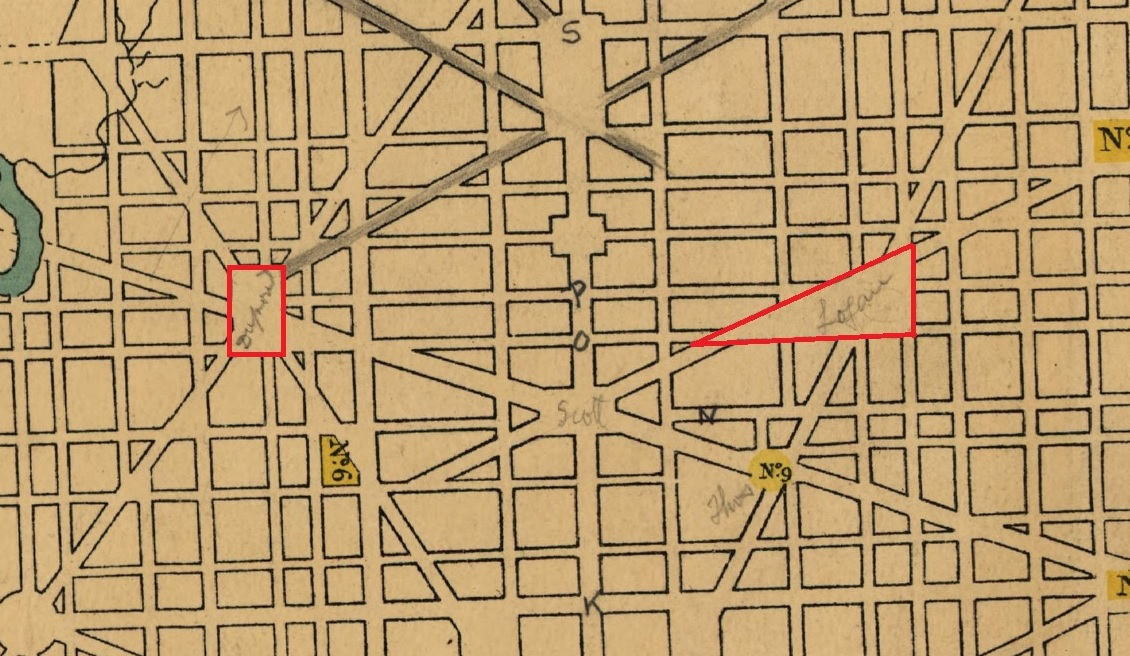
^{미국 의회도서관} 랑팡의 듀폰트서클 및 로건 서클의 초기 설계 (빨간색으로 윤곽선)는 각각 직사각형 및 삼각형 모양을 특징으로 했다. 둘 다 나중에 엘리콧에 의해 원형으로 수정되었다.

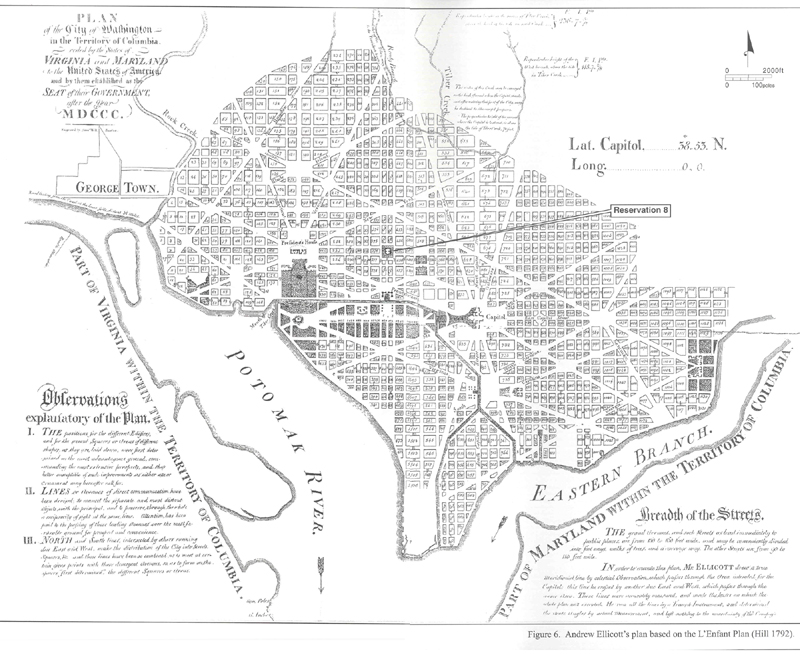
엘리콧의 컬럼비아 영토 워싱턴 시 계획, 보스턴의 새뮤얼 힐이 1792년 각인, 거리 이름, 토지 번호, 국회의사당 좌표 및 범례 표시

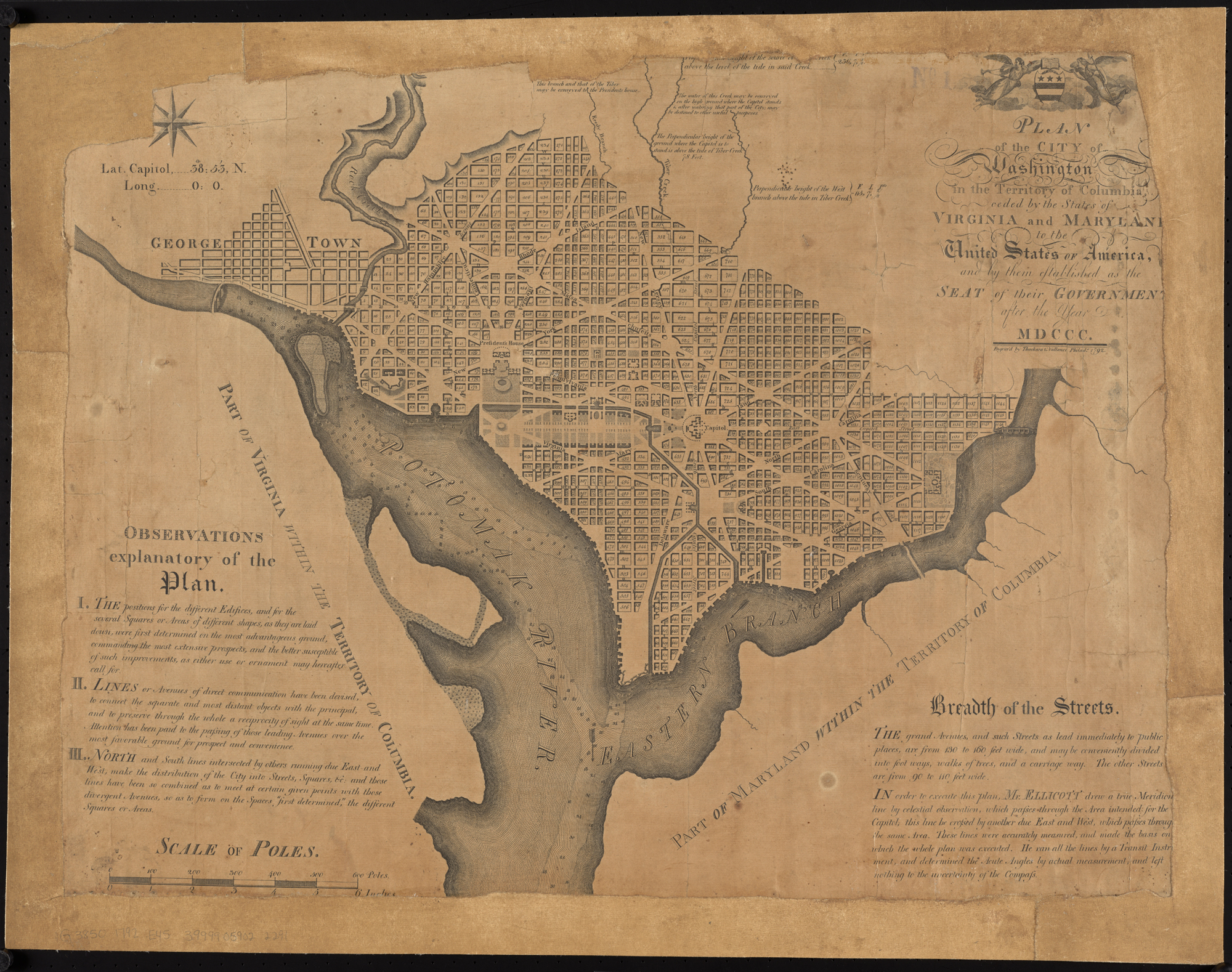
^{보스턴 공공도서관} 엘리콧의 컬럼비아 영토 워싱턴 시 계획, 필라델피아의 태커라 & 밸런스가 1792년 각인, 랑팡의 "대규모 대로"와 이스트 캐피톨 스트리트의 이름, 국회의사당 좌표, 포토맥강과 이스턴 브랜치의 수로 깊이, 토지 번호 및 범례 표시

위원들의 지시에 따라 앤드루 엘리콧은 1791년에 연방 구역("컬럼비아 영토")의 경계를 처음으로 조사하고, 더 작은 연방 도시("워싱턴 시")의 계획 및 조사에서 랑팡을 도왔다. 1792년 2월, 엘리콧은 랑팡이 도시 계획을 각인하지 못했고, 도시 계획의 원본을 제공하기를 거부했다고 위원들에게 알렸다. 엘리콧과 그의 형제 벤자민은 랑팡의 반대에도 불구하고 계획을 수정했다.
엘리콧의 수정은 도시의 계획된 레이아웃을 변경했다. 그의 변경 사항에는 대규모 대로(매사추세츠 애비뉴)의 직선화, 랑팡의 스퀘어 No. 15 및 여러 다른 공개 공간의 제거, 그리고 일부 원형 및 곡선의 직사각형 및 직선으로의 전환(그 중 하나는 현재의 사법 광장의 남쪽 측면의 곡선을 직선화함)이 포함되었다. 그의 수정 사항은 또한 랑팡의 의사당을 국회의사당으로 지정했다.
워싱턴 대통령이 랑팡을 해임한 후, 앤드루 엘리콧과 그의 조수들은 수정된 계획에 따라 도시 조사를 계속했으며, 여러 버전의 계획이 필라델피아와 보스턴에서 각인, 출판 및 배포되었다. 그 결과, 엘리콧의 수정본은 나중에 수도 도시 개발의 기반이 되었다.
엘리콧의 가장 완벽한 계획은 1792년 필라델피아에서 태커라와 밸런스에 의해 각인되고 인쇄되었는데, 랑팡의 대규모 대로와 이스트 캐피톨 스트리트의 이름뿐만 아니라 토지 번호와 "포토막" 강과 이스턴 브랜치 수로의 깊이를 포함했다. 엘리콧이 설계한 이 계획과 다른 계획들은 랑팡의 이름과 랑팡이 계획에 넣었던 보호 구역의 숫자 지정이 모두 없었다. 각각의 범례는 랑팡의 계획보다 적은 정보를 전달했다.

## 계획의 원본과 사본
1899년에 발표된 한 논문에서, 미국 육군 공병대의 공공 건물 및 부지 관리 사무소의 기록을 담당했던 토목 공학자 존 스튜어트는 워싱턴 대통령이 1791년 12월 13일에 랑팡의 수기 계획 중 하나를 의회에 보냈다고 썼다. 스튜어트는 랑팡이 이 계획을 1791년 8월 19일에 대통령에게 보냈고, 더 큰 정확한 사본도 준비했다고 썼다. 스튜어트는 측량사들이 그 사본을 사용하여 도시의 거리를 배치했으며, 랑팡은 필라델피아의 건축가를 고용하여 랑팡 자신의 사용을 위해 더 큰 버전의 사본을 만들었다고 말했다.
스튜어트는 또한 워싱턴 대통령이 1796년 12월에 토머스 제퍼슨의 연필로 쓴 지시가 포함된 도시 계획을 위원들에게 보냈으며, 이는 계획의 각인자들이 생략해야 할 부분을 식별했다고 썼다. 스튜어트는 자신이 1873년에 위원회 사무실에서 그 계획을 발견했다고 진술했다. 그는 그 계획이 1898년에도 여전히 그 사무실에 있었다고 보고했다.
1882년 동안 스튜어트는 미국 공공 건물 위원회 사무실에서 보관하던 기록을 담당했다. 그 해에 그는 연방 수도 도시의 수기 계획의 여러 부분을 흑백으로 복사했다. 스튜어트 복제본의 왼쪽 상단에 있는 타원형의 마지막 줄에는 "피터 샤를 랑팡"이라는 단어가 쓰여 있으며, 이는 그 앞 줄과 유사한 활자체와 정렬을 가지고 있다. 스튜어트는 "이것은 이 사무실에 있는 원본의 진정한 사본"이라고 증명했다.
5년 후인 1887년, 미국 해안측지조사국은 수기 계획의 채색된 트레이싱을 준비했다. 타원형의 마지막 줄에는 "By Peter Charles L'Enfant"라는 단어가 세리프 글꼴로 쓰여 있었다. 글꼴과 정렬은 타원형의 이전 줄과 달랐다.
인쇄업자들은 이 트레이싱을 최소 4가지 형식으로 출판했으며, 이를 통해 계획이 처음으로 널리 배포될 수 있었다. 인쇄업자들은 각 복제된 트레이싱에 측량 조교가 측량 책임자에게 보낸 메시지 사본을 추가했다. 메시지에는 재무장관 대행이 보존 및 복제 목적으로 트레이싱을 제작하도록 지시했다는 내용이 명시되어 있었다. 메시지는 또한 계획의 원본 필사본이 낡은 상태였으며 이전에 보존을 위해 면직물에 부착하고 바니시 처리하여 "상당히 불투명"해졌다고 명시했다.
측량 조교의 메시지에는 또한 미국 특별 부변호사, 워싱턴 D.C. 연방 검사, 미국 법무부 장관, 재무장관 대행, 미국 전쟁장관이 트레이싱을 요청하는 편지 요약이 포함되어 있었다. 부변호사의 편지에는 계류 중인 소송(수도 법원 사건인 모리스 대 미국 참조) 때문에 미국 정부가 포토맥 플랫에 대한 정부의 소유권을 확립하기 위해 계획을 복제해야 할 필요성이 생겼다고 명시했다.

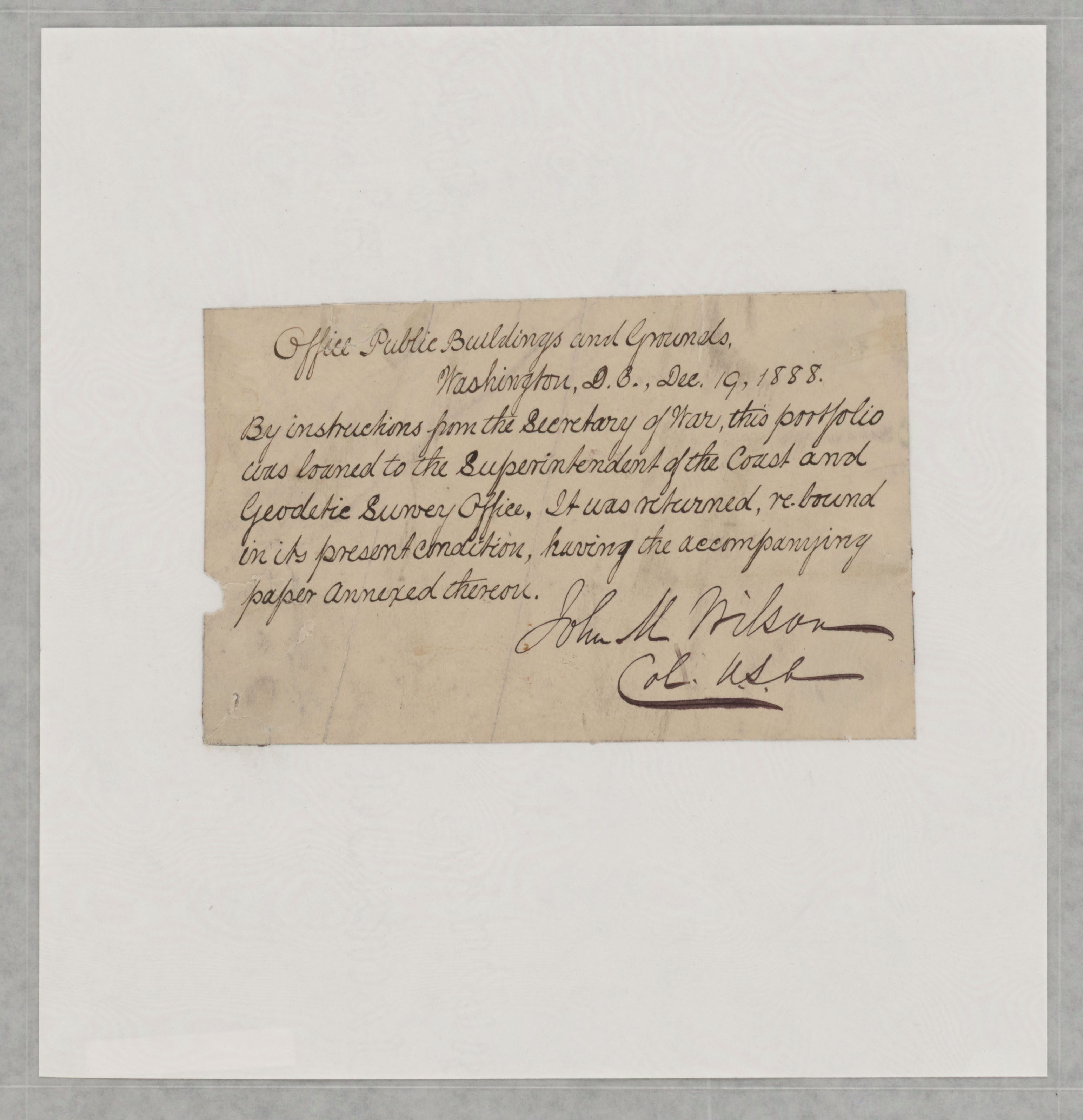
^{미국 국립문서기록관리청} 랑팡 계획이 1888년 12월 건물 및 부지 사무실로 반환되었음을 기록한 편지

보조 변호사의 편지에는 공공 건물과 부지를 담당하는 공병대 사무실이 원본 계획을 보관하고 있었는데, 이 계획은 너무 희미해져 정확하게 사진을 찍을 수 없게 되었다고 추가로 명시되어 있다. 여러 편지 작성자들은 해안 및 측량국에 원본 계획을 복제한 후 전쟁부에 반환해 줄 것을 요청했고, 이에 따라 공병대의 건물 및 부지 사무실로 반환되었다.
1930년, 미국 의회도서관 지도 부서장은 복제된 트레이싱 중 하나의 문구를, 1792년 1월 발행물에 따르면 워싱턴 대통령이 최근 의회에 보냈으며 "By Peter Charles L'Enfant"라는 문구가 포함된 워싱턴 시 계획의 부록에 있는 문구와 비교했다. 사서장은 두 지도가 같지 않다고 결론 내렸다.
미국 의회도서관 웹페이지에 따르면, 1918년 11월 11일, 랑팡이 준비한 지도가 보관을 위해 의회도서관에 제출되었다. 1930년 국립 수도 계획 위원회에 제출된 보고서에서 윌리엄 파트리지는 그 지도의 특징과 역사는 물론 앤드루 엘리콧이 그 지도에 분명히 가한 변경 사항을 설명했다.
파트리지는 랑팡이 자신의 모든 그림이 1791년 12월에 압수되었으나, 워싱턴 시의 계획 중 하나만 회수되었다고 기록했음을 언급했다. 그는 또한 랑팡이 여러 버전의 계획을 만들었지만, 중간 버전 중 하나만 여전히 존재한다고 알려져 있다고 진술했다. 파트리지는 미국 의회도서관이 소장하고 있는 그 계획의 출처가 여전히 불확실하다고 결론 내렸다. 현재 의회도서관의 지리 및 지도 부서에 소장되어 있는 그 계획은 랑팡의 이름이 붙은 유일하게 널리 알려진 수도 지도이다.
도서관 웹페이지에 따르면, 1991년 원본 지도 200주년을 기념하여 미국 의회도서관은 내셔널 지오그래픽 협회, 미국 국립공원관리청 및 미국 지질조사국과 협력하여 원본 크기의 풀컬러 복제본과 무채색 컴퓨터 보조 복제본을 출판했다. 원본의 왼쪽 상단에는 지도의 제목이 있는 타원형이 있으며, 그 뒤에는 미국 해안측지조사국의 1887년 트레이싱과 동일한 정렬을 가진 세리프 글꼴로 "By Peter Charles L'Enfant"라는 문구가 쓰여 있다.
미국 의회도서관은 이러한 복제본이 사진술과 전자 강화 기술을 기반으로 한 최초의 복제본이었다고 밝히고 있다. 또한 복제 과정에서 토머스 제퍼슨이 남긴 희미한 편집 주석들을 기록할 수 있었으며, 이는 현재 원본 지도에서는 거의 읽을 수 없다고 한다. 랑팡의 계획과 엘리콧의 계획 사이의 일부 차이점(예: 의사당의 이름, 엘리콧의 계획에서 랑팡의 이름과 일부 범례의 부재)은 제퍼슨의 주석에 담긴 지시를 반영한다.
도서관은 (파트리지도 그랬듯이) 그들의 계획이 랑팡이 1791년 8월에 워싱턴 대통령에게 제출한 것 중 하나로 믿어진다고 밝히고 있다. 그러나 다른 이들은 도서관이 소장하고 있는 이름이 붙은 수기 지도가 실제로는 1791년 6월에 조지 워싱턴에게 직접 전달된 초기 초안이라고 주장했다.

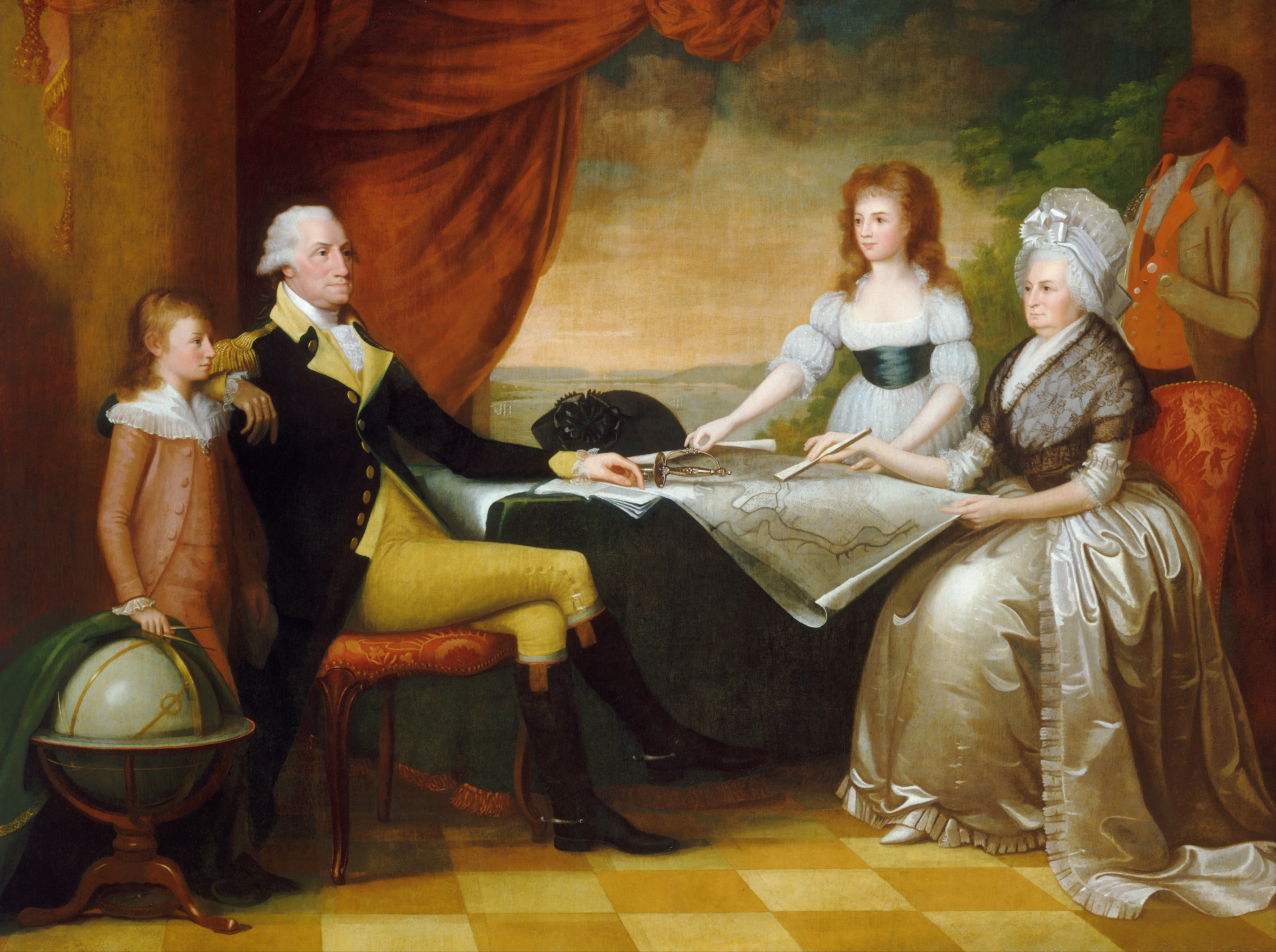
워싱턴 가족, 랑팡 계획을 묘사함

도서관은 소장품 중에 저자 이름이 없는 "워싱턴 D.C. 1791년 점선 지도"를 가지고 있다. 도서관의 기록에 따르면 이 문서는 "피에르 샤를 랑팡이 그린 측량 지도"이며 "1791년 8월 19일 랑팡이 조지 워싱턴에게 보낸 편지의 양면 복사본이 첨부되어 있으며, 원본은 랑팡 문서, no. 0215-977, L.C. Ms. Div.에 보관되어 있다." (랑팡의 문서에는 1791년 8월 19일 워싱턴 대통령에게 보낸 "점선으로 표시된 지도"가 첨부된 편지가 포함되어 있다.) 따라서 이름이 명시된 계획은 랑팡이 1791년 6월 22일 대통령에게 보낸 편지에 첨부된 것일 것이다. 앤드루 엘리콧의 1792년 2월 랑팡 계획 수정본과 두 수기 지도를 비교한 결과, 엘리콧이 자신의 수정본(준비 직후 인쇄업자들이 배포함)을 1791년 6월 수기 지도보다는 1791년 8월 "점선 지도"를 기반으로 작성했음을 시사한다.

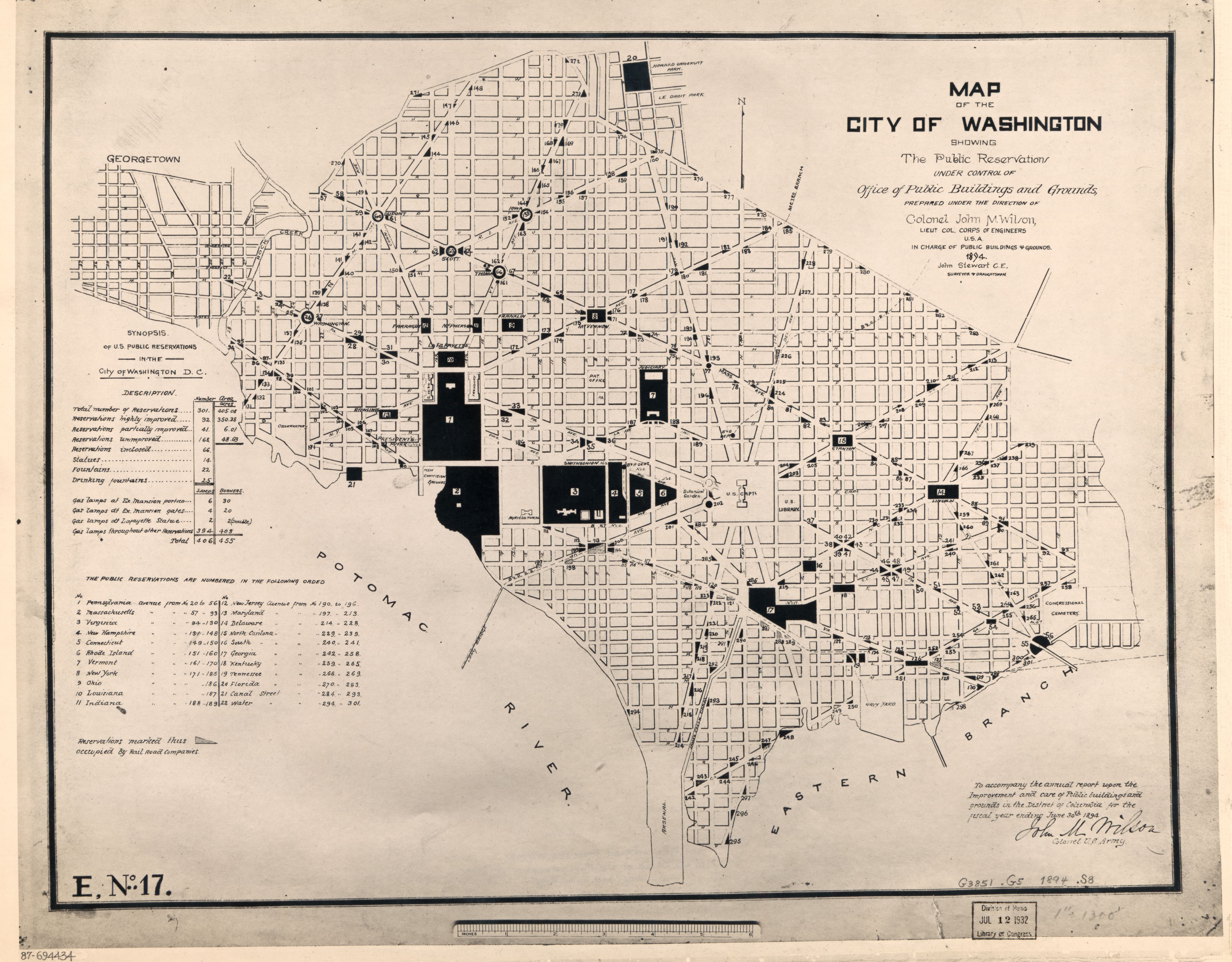
공공 예약 구역, 1894년

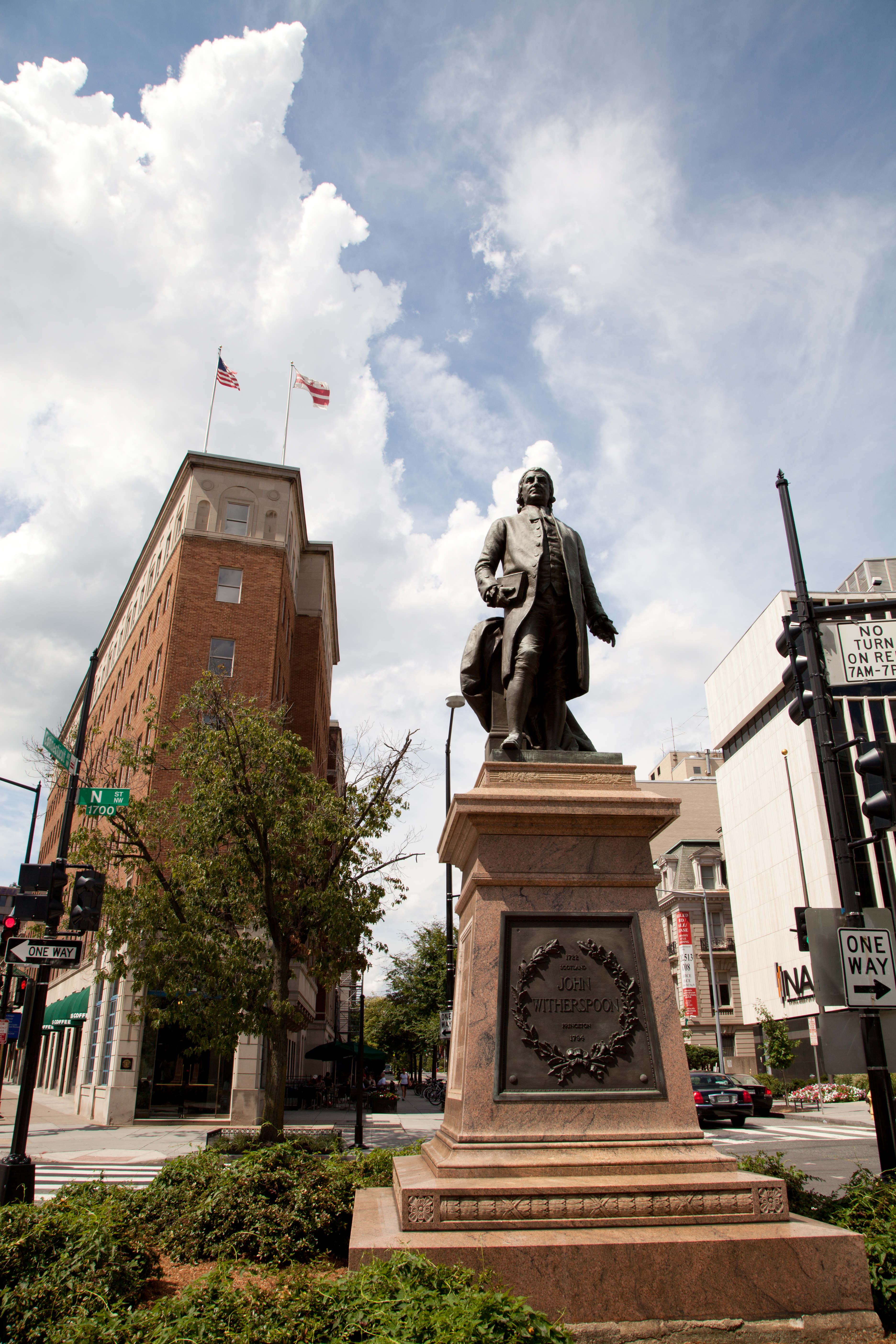
NW 18번가와 N가에 위치한 위더스푼 공원은 삼각형 공원의 한 예이다.

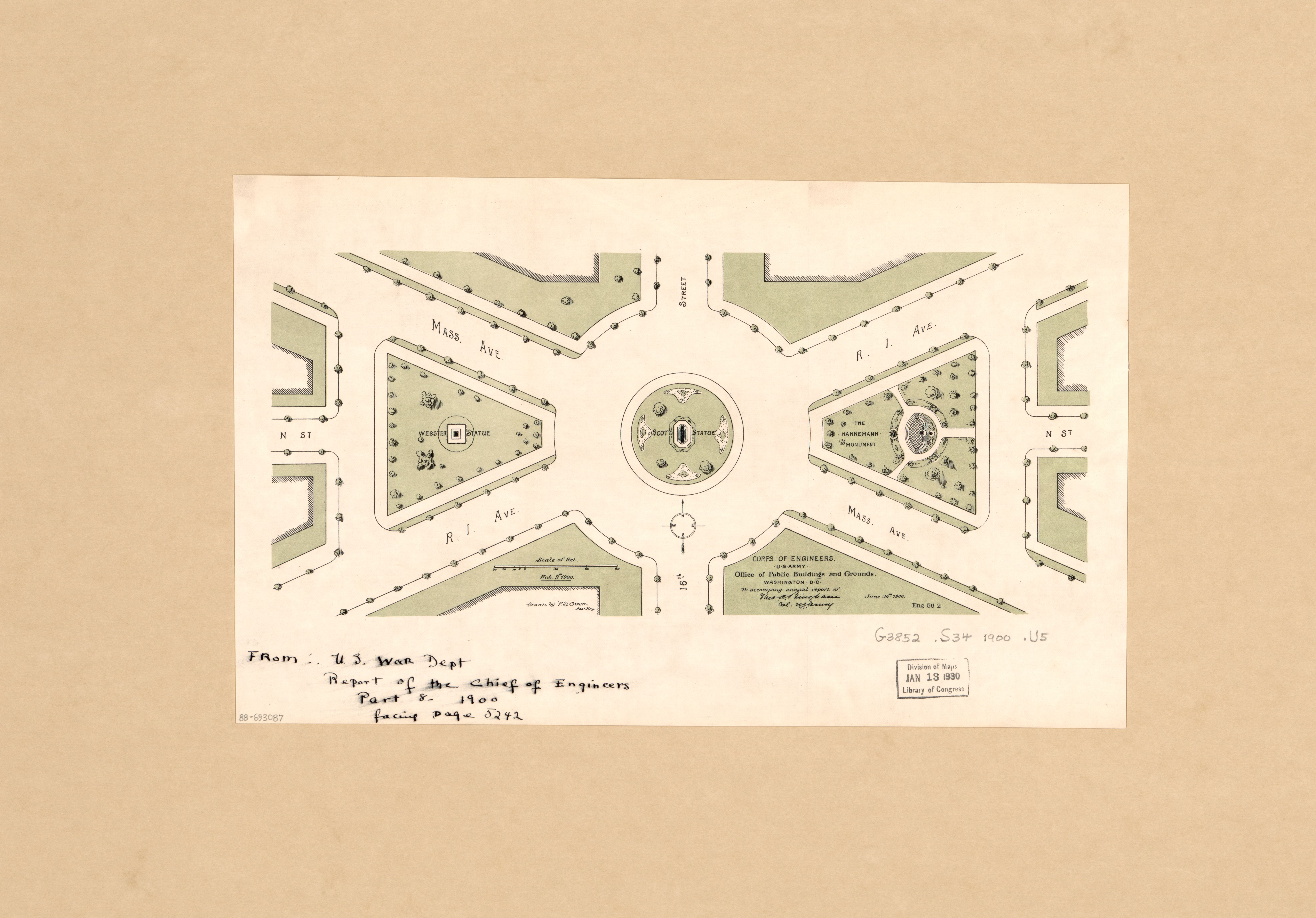
Scott Circle in the full bow-tie shape within the rectangle accompanied a 1900 Report of the Chief of Engineers, U.S. Army

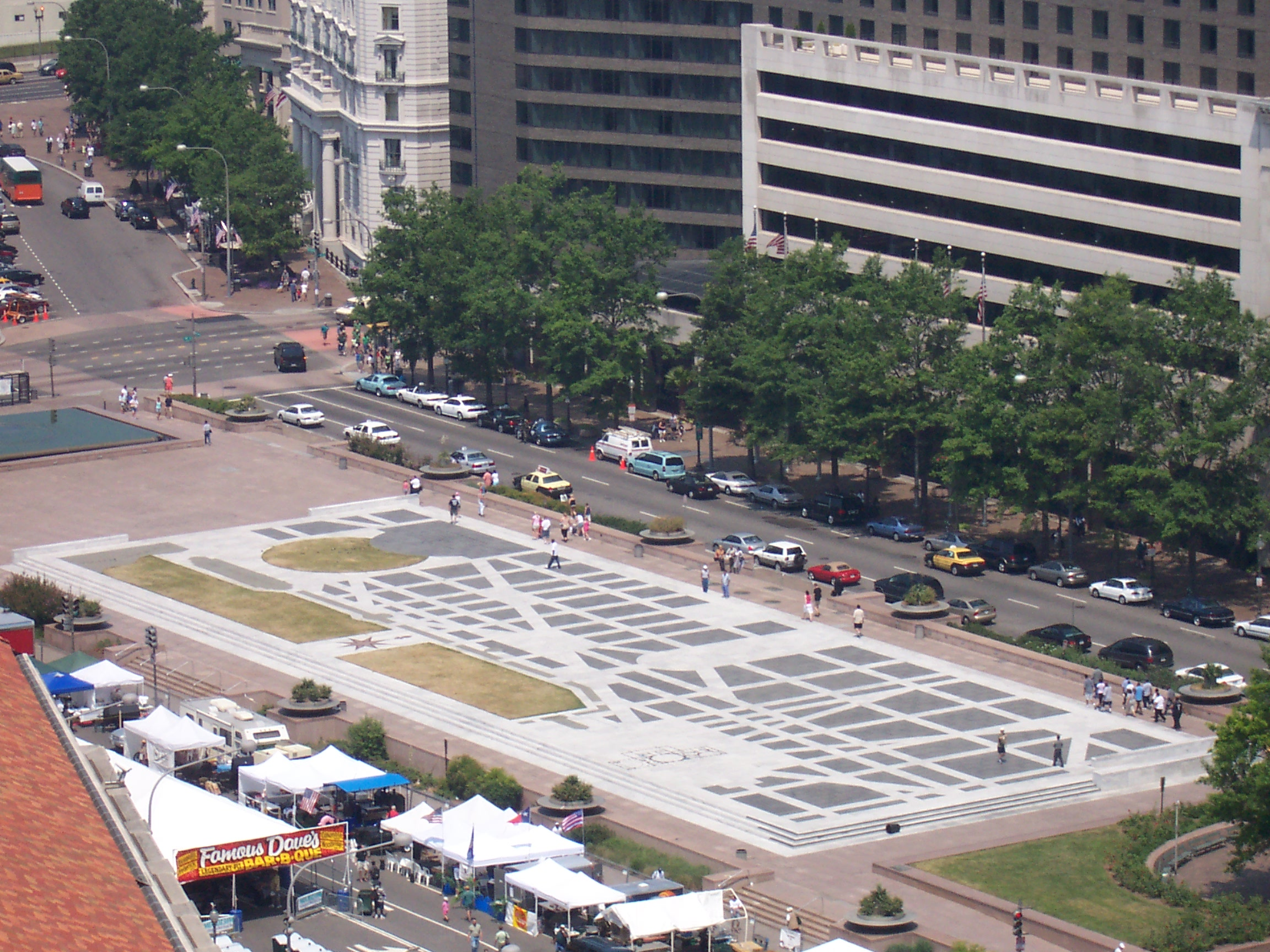

## 프리덤 플라자 속 랑팡 계획
1980년, 펜실베이니아 애비뉴 개발 공사는 워싱턴 D.C. 북서부의 펜실베이니아 애비뉴를 따라 웨스턴 플라자를 건설했다. 로버트 벤투리 건축가가 설계하고 1988년 프리덤 플라자로 이름이 바뀐 이 광장에는 랑팡 계획의 일부가 새겨져 있다. 광장에 새겨진 타원형의 마지막 줄에는 세리프 글꼴로 "By Peter Charles L'Enfant"라는 문구가 쓰여 있다.

## 포함된 공원 목록
- 보존 구역 1 프레지던츠 공원
- 보존 구역 2-6 내셔널 몰; 미국 국회의사당 부지
- 보존 구역 7 사법 광장
- 보존 구역 8 마운트 버논 스퀘어
- 보존 구역 9 프랭클린 스퀘어
- 보존 구역 10 라파예트 광장
- 보존 구역 11 맥퍼슨 스퀘어
- 보존 구역 12 패러것 스퀘어
- 보존 구역 13 롤린스 공원
- 보존 구역 14 링컨 공원
- 보존 구역 15 스탠턴 스퀘어
- 보존 구역 16 폴저 공원
- 보존 구역 17 가필드 공원
- 보존 구역 18 마리온 공원
- 보존 구역 25-27 워싱턴 서클
- 보존 구역 32-33 프리덤 플라자
- 보존 구역 35-36 마켓 스퀘어
- 보존 구역 38-43 세워드 스퀘어
- 보존 구역 44-49 이스트 마켓 메트로
- 보존 구역 59-61 듀폰트서클
- 보존 구역 62-64 스코트 서클
- 보존 구역 65-67 토머스 서클
- 보존 구역 68-69 곰퍼스 공원
- 보존 구역 152-154; 163-164 로건 서클
- 보존 구역 332 웨스트 포토맥 공원
- 보존 구역 333 이스트 포토맥 공원
- 보존 구역 334 콜럼버스 플라자
- 보존 구역 617 퍼싱 공원[2]

## 포함된 대로 목록
- 코네티컷 애비뉴
- 델라웨어 애비뉴
- 인디애나 애비뉴
- 켄터키 애비뉴
- 루이지애나 애비뉴
- 메릴랜드 애비뉴
- 매사추세츠 애비뉴
- 뉴햄프셔 애비뉴
- 뉴저지 애비뉴
- 뉴욕 애비뉴
- 노스캐롤라이나 애비뉴
- 펜실베이니아 애비뉴
- 조지아 애비뉴 (1908년 포토맥 애비뉴로 이름 변경 및 브라이트우드 애비뉴에 이름 재사용)[61]
- 로드아일랜드 애비뉴
- 사우스캐롤라이나 애비뉴
- 테네시 애비뉴
- 버몬트 애비뉴
- 버지니아 애비뉴

## 포함된 거리 목록
- 16번가
- 헌법 애비뉴
- 이스트 캐피톨 스트리트
- 인디펜던스 애비뉴
- H 스트리트
- K 스트리트
- 노스 캐피톨 스트리트
- 사우스 캐피톨 스트리트[2]

## 같이 보기
- 워싱턴 D.C.의 건축
- 워싱턴 D.C.의 도로

## 내용주
1. ↑  (영어) 미국 국립공원관리청 (2009년 3월 13일). “National Register Information System”. 《미국 국립사적지》.
2. 1 2 3 4 5 6  Leach, Sara Amy; Barthold, Elizabeth, HABS/HAER, NPS (1994년 7월 20일). “L' Enfant Plan of the City of Washington, District of Columbia” (PDF). 《미국 내무부: 미국 국립공원관리청: National Register of Historic Places Registration Form》. National Park Service. 2017년 11월 5일에 원본 문서 (PDF)에서 보존된 문서. 2017년 11월 5일에 확인함.
3. ↑  “The L'Enfant Plan”. 《A Monument To Democracy: History of the Mall: The 1791 L'Enfant Plan and the Mall》. National Coalition to Save Our Mall. 2012년 2월 4일에 원본 문서에서 보존된 문서. 2012년 1월 8일에 확인함.
4. ↑  L'Enfant identified himself as "Peter Charles L'Enfant" during most of his life, while residing in the United States. (See: Bowling, 2002) He wrote this name on his "Plan of the city intended for the permanent seat of the government of t(he) United States ...." (Washington, D.C.) and on other legal documents. However, during the early 1900s, a French ambassador to the U.S., 장 쥘 쥐스랑, popularized the use of L'Enfant's birth name, "Pierre Charles L'Enfant". (See: Bowling (2002).) The 미국 국립공원관리청 has identified L'Enfant as "Major Peter Charles L'Enfant" and as "Major Pierre (Peter) Charles L'Enfant" in its histories of the 워싱턴 기념탑 on its website. The 미국 법전 states in 40 U.S.C. § 3309: "(a) In General.—The purposes of this chapter shall be carried out in the District of Columbia as nearly as may be practicable in harmony with the plan of Peter Charles L'Enfant."
5. ↑  “The L'Enfant and McMillan Plans”. 《Washington, D.C., A National Register of Historic Places Travel Inventory》. 미국 국립공원관리청. 2010년 10월 28일에 원본 문서에서 보존된 문서. 2011년 1월 8일에 확인함.
6. ↑  Reps, John William (1965). 〈Chapter 9. Planning the National Capital〉. 《The Making of Urban America》. 프린스턴 대학교 출판부. 240–242쪽. ISBN 0-691-00618-0 – 구글 도서 경유.
7. ↑  “An ACT for establishing the Temporary and Permanent Seat of the Government of the United States”. 《American Memory》. Library of Congress. 2017년 4월 4일에 원본 문서에서 보존된 문서. 2017년 4월 4일에 확인함.
8. ↑  Ellis, Joseph J. (2002). 〈The Dinner〉. 《Founding Brothers: The Revolutionary Generation》. Vintage. 50–52쪽. ISBN 0-375-70524-4 – 구글 도서 경유.
9. 1 2  Seale, William (1986). 《The President's House, Volume 1》. 백악관 역사 협회. 1–4쪽. ISBN 0912308281. OCLC 568583159 – 구글 도서 경유.
10. ↑  Stewart, p. 50.
11. ↑  Seale, William (1986). 《The President's House, Volume 1》. 백악관 역사 협회. 9쪽. ISBN 0912308281. OCLC 568583159 – 구글 도서 경유.
12. ↑  Berg, Scott. "Grand Avenues." Pantheon Books, 2007. Page 87
13. 1 2  L'Enfant, P.C. (1791년 6월 22일). “To George Washington from Pierre-Charles L'Enfant, 22 June 1791”. 《Founders Online》. 미국 국립문서기록관리청. 2017년 12월 31일에 원본 문서에서 보존된 문서. 2017년 12월 31일에 확인함.
14. 1 2  Stewart, p. 52.
15. 1 2  Passanneau, Joseph R. (2004). 《Washington Through Two Centuries: A History in Maps and Images》. New York: The Monacelli Press, Inc. 14–16, 24–27쪽. ISBN 1-58093-091-3. OCLC 928366946.
16. 1 2 3  L'Enfant, P.C. (1791년 8월 19일). 《To The President of the United States》. 《L'Enfant's Reports to President Washington Bearing Dates of March 26, June 22, and August 19, 1791: Records of the Columbia Historical Society》 2 (Washington, D.C.: 컬럼비아 역사 학회 (1899)). 38–48쪽. 2011년 12월 28일에 확인함 – 구글 도서 경유.
17. 1 2 3 4 5 6 7  “Original Plan of Washington, D.C.”. 《American Treasures of the 미국 의회도서관: Imagination: Pierre Charles L'Enfant's 1791 "Plan of the city intended for the permanent seat of the government ....": Manuscript map on paper, 1791, Geography & Map Division》. Library of Congress. 2010년 7월 29일. 2017년 2월 5일에 원본 문서에서 보존된 문서. 2017년 3월 5일에 확인함. Selected by Washington to prepare a ground plan for the new city, L'Enfant arrived in Georgetown on March 9, 1791, and submitted his report and plan to the president about August 26, 1791. It is believed that this plan is the one that is preserved in the Library of Congress.
After showing L'Enfant's manuscript to Congress, the president retained custody of the original drawing until December 1796, when he transferred it to the City Commissioners of Washington, D.C. One hundred and twenty-two years later, on November 11, 1918, the map was presented to the Library of Congress for safekeeping.
Note: The plan that this web page describes identifies the plan's author as "Peter Charles L'Enfant". The web page nevertheless identifies the author as "Pierre-Charles L'Enfant."
18. ↑  Morgan, p. 120
19. 1 2 3 4 5 6 7 8 9 10  L'Enfant, Peter Charles; United States Coast and Geodetic Survey; United States Commissioner of Public Buildings (1887). “Plan of the city intended for the permanent seat of the government of t(he) United States: projected agreeable to the direction of the President of the United States, in pursuance of an act of Congress passed the sixteenth day of July, MDCCXC, "establishing the permanent seat on the bank of the Potowmac": [Washington, D.C.]”. Washington, D.C.: United States Coast and Geodetic Survey. LCCN 88694201. 2017년 3월 5일에 확인함. 1791년 랑팡 계획의 복제본. 소장처: 미국 의회도서관 지리 및 지도 부서, 워싱턴 D.C.
20. ↑  Partridge, p. 33.
21. 1 2 3 4 5 6 7 8 9 10  L'Enfant, Peter Charles; Library of Congress (1991). “Plan of the city intended for the permanent seat of the government of t[he] United States: projected agreeable to the direction of the President of the United States, in pursuance of an act of Congress, passed on the sixteenth day of July, MDCCXC, "establishing the permanent seat on the bank of the Potowmac"”. 《Facsimile: Computer-assisted reproduction of Pierre Charles L'Enfant's 1791 manuscript plan for the city of Washington, produced by the U.S. Geological Survey for the Library of Congress》. Washington, D.C.: Library of Congress. LCCN 97683585. 2005년 3월 1일에 원본 문서에서 보존된 문서. 2017년 3월 5일에 확인함. Published by the Library of Congress in 1991 with support from the National Geographic Society, the U.S. Geological Survey, and the National Park Service. 소장처: 미국 의회도서관 지리 및 지도 부서, 워싱턴 D.C.
22. ↑  Faethz, E.F.M.; Pratt, F.W. (1874). “Sketch of Washington in embryo, viz: Previous to its survey by Major L'Enfant: Compiled from the rare historical researches of Dr. Joseph M. Toner … combined with the skill of S.R. Seibert C.E.”. 미국 의회도서관. LCCN 87694246. 2017년 3월 26일에 확인함.
23. ↑  Jones, Jonathan (2021년 1월 12일). “Want to understand the Capitol rioters? Look at the inflamed hate-drunk mobs painted by Goya”. 《the Guardian》. 2021년 3월 26일에 원본 문서에서 보존된 문서. 2021년 1월 13일에 확인함. The Capitol building was started in 1793 as part of Pierre Charles L'Enfant's grand plan for a spacious, calm, yet sublime monumental Washington whose classical geometries express an unshakable belief in rational republican optimism.
24. 1 2  Moore, Charles, 편집. (1902). 〈Fig. No. 61 – L'Enfant Map of Washington (1791)〉. 《The Improvement Of The Park System Of The District of Columbia: Report by the United States Congress: Senate Committee on the District of Columbia and District of Columbia Park Commission》. Washington, D.C.: 미국 정부 인쇄국. 12쪽. Fifty-Seventh Congress, First Session, Senate Report No. 166.  – 구글 도서 경유.
25. 1 2 3 4 5  Multiple sources:
  - “High resolution image of central portion of "The L'Enfant Plan for Washington", with transcribed excerpts of key to map, in Library of Congress”. Washington, D.C.: 미국 국립공원관리청. 2012년 2월 24일에 원본 문서에서 보존된 문서. 2009년 10월 23일에 확인함.
  - “High resolution image of central portion of "The L'Enfant Plan for Washington", with transcribed excerpts of key to map, in Library of Congress” (PDF). Washington, D.C.: 미국 국립공원관리청. 2012년 1월 11일에 원본 문서 (enlarged image)에서 보존된 문서. 2009년 10월 23일에 확인함.
26. ↑  프리덤 플라자는 랑팡 계획의 중앙 부분, 계획의 제목과 저자의 이름("피터 샤를 랑팡"으로 확인됨)이 있는 타원형의 상감, 그리고 계획의 범례를 담고 있다. 계획과 범례 상감의 지리 좌표계는 다음과 같다: 북위 38° 53′ 45″ 서경 77° 01′ 50″ / 북위 38.8958437°  서경 77.0306772° . "피터 샤를 랑팡"이라는 이름의 좌표는 다음과 같다: 북위 38° 53′ 45″ 서경 77° 01′ 53″ / 북위 38.895840°  서경 77.031254°
27. ↑  L'Enfant, P.C. (1791년 6월 22일). 《To The President of the United States》. 《L'Enfant's Reports to President Washington Bearing Dates of March 26, June 22, and August 19, 1791: Records of the Columbia Historical Society》 2 (Washington, D.C.: 컬럼비아 역사 학회 (1899)). 34–35쪽. 2011년 12월 28일에 확인함 – 구글 도서 경유.
28. 1 2  Robinson and Associates, p. 12.
29. ↑  Vlach, John Michael (Spring 2004). “The Mysterious Mr. Jenkins of Jenkins Hill”. United States Capitol Historical Society. 2008년 10월 23일에 원본 문서에서 보존된 문서. 2009년 9월 14일에 확인함.
30. ↑  Federal Writers' Project (1937). 〈The Capitol: History and Construction of the Capitol〉. 《Washington, City and Capital: Federal Writers' Project: Works Progress Administration》. Washington, D.C.: 미국 정부 인쇄국. 210쪽  – 구글 도서 경유.
31. 1 2 3 4  Partridge, p. 30.
32. ↑  Multiple sources:
  - Bingham, Theo. A (1898). 《Appendix CCC: Improvement and Care of Public Buildings and Grounds in the District of Columbia — Washington Monument》. 《Annual Reports of the War Department for the Fiscal Year Ended June 30, 1898》 II (Washington, D.C.: 미국 정부 인쇄국). 3670–3671쪽. 2012년 2월 29일에 확인함 – 구글 도서 경유.
  - Coordinates of Jefferson Pier: 북위 38° 53′ 23.29463″ 서경 77° 2′ 11.56″ / 북위 38.8898040639°  서경 77.0365444°
33. ↑  Multiple sources:
  - Pfanz, Donald C. (1981년 2월 11일). “National Register of Historic Places Inventory Nomination Form: National Mall”. National Park Service. 2021년 3월 21일에 원본 문서에서 보존된 문서. 2010년 3월 17일에 확인함.
  - Hanlon, Mary. “The Mall: The Grand Avenue, The Government, and The People”. University of Virginia. 2011년 6월 5일에 원본 문서에서 보존된 문서. 2010년 5월 5일에 확인함.
  - “The 1791 L'Enfant Plan and the Mall”. National Mall Coalition. 2015. 2015년 10월 1일에 원본 문서에서 보존된 문서. 2017년 3월 6일에 확인함.
  - Glazer, Nathan; Field, Cynthia R., 편집. (2008). 《A Chronology of the Mall in The National Mall: Rethinking Washington's Monumental Core》. Baltimore, Maryland: 존스 홉킨스 대학교 출판부. 179쪽. ISBN 978-0-8018-8805-2. OCLC 166273738. 2015년 1월 2일에 확인함 – 구글 도서 경유.
34. ↑  Pohl, Robert (2009년 11월 9일). “Lost Capitol Hill: The Zero Milestone”. 《The Hill is Home》. 2016년 3월 15일에 원본 문서에서 보존된 문서. 2017년 4월 14일에 확인함.
35. ↑  “1792 engraving of Plan of the City of Washington in the Territory of Columbia by Samuel Hill, Boston”. Library of Congress. LCCN 88694166. 2019년 3월 24일에 확인함.
36. 1 2  “1792 engraving of Plan of the City of Washington in the Territory of Columbia by Thackera & Vallance, Philadelphia”. Library of Congress. LCCN 88694160. 2019년 3월 24일에 확인함.
37. 1 2 3 4 5  Multiple sources:
  - Tindall, William (1914). 〈IV. The First Board of Commissioners〉. 《Standard History of the City of Washington From a Study of the Original Sources》. Knoxville, Tennessee: H. W. Crew and Company. 148–149쪽  – 구글 도서 경유.
  - Stewart, John (1899). 《Early Maps and Surveyors of the City of Washington, D.C》. 《Records of the Columbia Historical Society》 2. 55–56쪽. 2011년 12월 27일에 확인함 – 구글 도서 경유.
38. 1 2  Ellicott, Andrew (February 23, 1792). "To Thomas Johnson, Daniel Carroll and David Stuart, Esqs." In Arnebeck, Bob. “Ellicott's letter to the commissioners on engraving the plan of the city, in which no reference is made to Banneker”. 《The General and the Plan》. Bob Arnebeck's Web Pages. 2011년 7월 8일에 원본 문서에서 보존된 문서. 2010년 8월 30일에 확인함.
39. ↑  〈Letter from P.C. L'Enfant to Tobias Lear, Philadelphia, February 17, 1792〉. 《Records of the Columbia Historical Society》 2. Washington, D.C.: 컬럼비아 역사 학회. 1889. 142–147쪽. ISSN 0897-9049. JSTOR 40066722. OCLC 475664074. 2021년 4월 14일에 확인함 – 구글 도서 경유.
40. ↑  Multiple sources:
  - Docktor, John W. (1997년 3월 22일). “Plan of the City of Washington”. Washington, D.C.: Washington Map Society. 2012년 6월 23일에 원본 문서에서 보존된 문서  – 어스링크 경유.
  - Partridge, William T. (1930). 《National Capital Park and Planning Commission: Chart 6: L'Enfant and Ellicott plans superimposed. L'Enfant's Methods And Features of His Plan For The Federal City: Reports and plans, Washington region: supplementary technical data to accompany annual report: National Capital Park and Planning Commission》. Washington, D.C.: 미국 정부 인쇄국. 34쪽. OCLC 15250016. 2016년 12월 4일에 확인함. At HathiTrust Digital Library.
  - The U.S. National Archives holds a copy of "Ellicott's engraved Plan superimposed on the Plan of L'Enfant showing the changes made in the engraved Plan under the direction of President Washington". See "Scope & Contents" page of "Archival Description" for National Archives holding of "Miscellaneous Oversize Prints, Drawings and Posters of Projects Associated with the Commission of Fine Arts, compiled 1893–1950", ARC Identifier 518229/Local Identifier 66-M; Series from Record Group 66: Records of the Commission of Fine Arts, 1893 – 1981. Record of holding obtained through search in Archival Descriptions Search of ARC — Archival Research Catalog 보관됨 2017-05-01 - 웨이백 머신 using search term L'Enfant Plan Ellicott, 2008-08-22.
41. ↑  Multiple sources:
  - Partridge, William T. (1930). 《L'Enfant's Methods And Features of His Plan For The Federal City. Reports and plans, Washington region: supplementary technical data to accompany annual report: National Capital Park and Planning Commission》. Washington, D.C.: 미국 정부 인쇄국. 21–38쪽. OCLC 15250016. 2016년 12월 4일에 확인함. At 해티 트러스트 디지털 도서관
  - Bowling, Kenneth R. (1988). 《Creating the federal city, 1774–1800: Potomac fever》. Washington, D.C.: American Institute of Architects Press. ISBN 9781558350113 – 구글 도서 경유.
  - Bryan, W.B. (1899). 《Something About L'Enfant And His Personal Affairs》. 《Records of the Columbia Historical Society》 2. 113쪽  – 구글 도서 경유.
  - “The L'Enfant and McMillan Plans”. 《Washington, D.C., A National Register of Historic Places Travel Inventory》. 미국 내무부: 미국 국립공원관리청. 2010년 10월 28일에 원본 문서에서 보존된 문서. 2021년 4월 14일에 확인함.
42. ↑  Multiple sources:
  - Stewart, p. 27.
  - Cowdrey, Albert E. “A city for the nation: The Army engineers and the building of Washington, D.C., 1790-1967”. 빅스버그 (미시시피주): 미국 육군 공병 연구 개발 센터 (ERDC). 2021년 4월 12일에 확인함. When in 1867 lawmakers decided to remove the care of public buildings from a civilian commissioner and set up the office of public buildings and grounds under the Corps of Engineers, ....
43. 1 2  Stewart, p. 54.
44. ↑  Stewart, pp. 52–53.
45. 1 2 3  Stewart, p. 62.
46. 1 2 3  L'Enfant, Peter Charles (1791). “Plan of the city intended for the permanent seat of the government of t(he) United States : projected agreeable to the direction of the President of the United States, in pursuance of an act of Congress passed the sixteenth day of July, MDCCXC, "establishing the permanent seat on the bank of the Potowmac": (Washington, D.C.)”. 《Facsimile of the L'Enfant plan showing part of the street system of the original created/published: Washington: Office of the Commissioner of Public Buildings, [1882]》. 미국 의회도서관. LCCN 88694202. 2016년 1월 26일에 확인함. I certify that this is a true copy of the original in this office, John Stewart, civil engineer in charge of records, 10th Oct'r 1882. 소장처: 미국 의회도서관 지리 및 지도 부서, 워싱턴 D.C.
47. ↑  Robinson & Associates, p. 11.
48. 1 2 3 4 5  L'Enfant, Peter Charles (1791). “Plan of the city intended for the permanent seat of the government of t(he) United States : projected agreeable to the direction of the President of the United States, in pursuance of an act of Congress passed the sixteenth day of July, MDCCXC, "establishing the permanent seat on the bank of the Potowmac": (Washington, D.C.)”. 《Photocopy of a facsimile of the 1791 L'Enfant Plan created by U.S. Coast and Geodetic Survey, Washington, D.C. (1887: Original facsimile annotated in ink by Lawrence Martin, chief, Division of Maps, Library of Congress, December 16, 1930)》. 미국 의회도서관. LCCN 88694380. 2016년 1월 26일에 확인함. 소장처: 미국 의회도서관 지리 및 지도 부서, 워싱턴 D.C.
49. 1 2 3 4 5 6 7 8  Multiple sources:
  - L'Enfant, Peter Charles; United States Coast and Geodetic Survey; United States Commissioner of Public Buildings (1887). “Plan of the city intended for the permanent seat of the government of t(he) United States: projected agreeable to the direction of the President of the United States, in pursuance of an act of Congress passed the sixteenth day of July, MDCCXC, "establishing the permanent seat on the bank of the Potowmac": [Washington, D.C.]”. Washington, D.C.: United States Coast and Geodetic Survey (New York: Julius Bien & Co. Photo. Lith.). LCCN 88694196. 2017년 3월 5일에 확인함. 1791년 랑팡 계획의 복제본. 소장처: 미국 의회도서관 지리 및 지도 부서, 워싱턴 D.C.
  - L'Enfant, Peter Charles; United States Coast and Geodetic Survey; United States Commissioner of Public Buildings (1887). “Plan of the city intended for the permanent seat of the government of t(he) United States : projected agreeable to the direction of the President of the United States, in pursuance of an act of Congress passed the sixteenth day of July, MDCCXC, "establishing the permanent seat on the bank of the Potowmac": [Washington, D.C.]”. Washington, D.C.: United States Coast and Geodetic Survey (Washington : Norris Peters Co. Photo-Litho.). LCCN 88694195. 2017년 3월 5일에 확인함. 1791년 랑팡 계획의 복제본. 소장처: 미국 의회도서관 지리 및 지도 부서, 워싱턴 D.C.
  - L'Enfant, Peter Charles; United States Coast and Geodetic Survey (1887). “Plan of the city intended for the permanent seat of the government of t[he] United States : projected agreeable to the direction of the President of the United States, in pursuance of an act of Congress passed the sixteenth day of July, MDCCXC, "establishing the permanent seat on the bank of the Potowmac" : [Washington D.C.]”. Washington, D.C.: United States Coast and Geodetic Survey, (Washington: Bell Litho. Co.). LCCN 88694194. 2017년 3월 5일에 확인함.1791년 랑팡 계획의 복제본. 소장처: 미국 의회도서관 지리 및 지도 부서, 워싱턴 D.C.
50. ↑  Gilmore, Mathew B. (2016년 9월 20일). “Kidwell's gambit: One man's gamble and the creation of Potomac Park”. 《TheInTowner》. Washington, D.C.: InTowner Publishing Corp. 2018년 12월 19일에 원본 문서에서 보존된 문서. 2018년 12월 19일에 확인함. In 1899 the Supreme Court decided Morris v. United States and awarded the land to the United States. ..... ; the legacy of the struggle is Potomac Park as well as a wealth of maps and historical research on the origins of the District.
51. ↑  “New City of Washington”. 《Gazette of the United States》 (Philadelphia). 1792년 1월 4일. The following description is annexed to the Plan of the City of Washington, in the District of Columbia, as sent to Congress by the President some days ago. ...
52. ↑  Note: The plan that this web page describes identifies the plan's author as "Peter Charles L'Enfant". The web page nevertheless identifies the author as "Pierre-Charles L'Enfant."
53. ↑  Partridge, p. 24 보관됨 2017-04-08 - 웨이백 머신
54. ↑  Partridge, p. 22 보관됨 2017-04-08 - 웨이백 머신
55. ↑  L'Enfant, Peter Charles; Library of Congress (1991). “Plan of the city intended for the permanent seat of the government of t[he] United States: projected agreeable to the direction of the President of the United States, in pursuance of an act of Congress, passed on the sixteenth day of July, MDCCXC, "establishing the permanent seat on the bank of the Potowmac"”. Washington, D.C.: Library of Congress. LCCN 91684074. 2017년 3월 5일에 확인함. 피터 샤를 랑팡의 1791년 워싱턴 시 수기 계획의 풀컬러 복제본. 소장처: 미국 의회도서관 지리 및 지도 부서, 워싱턴 D.C.
56. ↑  Partridge, p. 25 보관됨 2017-04-08 - 웨이백 머신
57. 1 2 3 4 5  “A Washington DC Map Chronology”. dcsymbols.com. 2017년 2월 5일에 원본 문서에서 보존된 문서. 2017년 3월 27일에 확인함.
58. 1 2  L'Enfant, Peter Charles (1791). “L'Enfant's Dotted line map of Washington, D.C., 1791, before Aug. 19th”. 미국 의회도서관. LCCN 88694203. 2017년 3월 5일에 확인함. Accompanied by positive and negative photocopies of L'Enfant's letter to George Washington, Aug. 19, 1791, the original in the L'Enfant papers, no. 0215-977, L.C. Ms. Div. 소장처: 미국 의회도서관 지리 및 지도 부서, 워싱턴 D.C.
59. ↑  Multiple sources:
  - Miller, Richard E. (2009년 4월 13일). “Western Plaza, Pennsylvania Avenue (Freedom Plaza) Marker”. Historical Marker Database. 2011년 10월 19일에 원본 문서에서 보존된 문서. 2011년 3월 21일에 확인함.
  - Miller, Richard E. (2009년 4월 14일). “Freedom Plaza: Civil War to Civil Rights: Downtown Heritage Trail marker”. Historical Marker Database. 2020년 10월 18일에 원본 문서에서 보존된 문서. 2011년 3월 21일에 확인함.
  - Busch, Richard T.; Smith, Kathryn Schneider. “W.7: Freedom Plaza: 13th and E Sts NW”. 《Civil War to Civil Rights Downtown Heritage Trail》. Washington, DC: Cultural Tourism DC. 2016년 3월 21일에 원본 문서에서 보존된 문서. 2017년 3월 27일에 확인함.
60. ↑  Coordinates of inscription of L'Enfant's name in Freedom Plaza: 북위 38° 53′ 45″ 서경 77° 01′ 53″ / 북위 38.895838°  서경 77.031254°
61. ↑  Pohl, Robert (2010년 1월 11일). “LOST CAPITOL HILL: GEORGIA AVE SE”. 《thehillishome.com》. 2021년 1월 27일에 원본 문서에서 보존된 문서. 2021년 4월 14일에 확인함.

## 더 읽어보기
- Arnebeck, Bob (2017년 1월 2일). “Washington Examined: Seat of Empire: the General and the Plan 1790 to 1801”. 2019년 3월 28일에 원본 문서 (블로그)에서 보존된 문서. 2019년 3월 28일에 확인함 – 블로거 경유.
- Bryan, Wilhelmus Bogart (1914). 《A History of the National Capital from its Foundation through the Period of the Adoption of the Organic Act》. 1: 1790-1814. New York: 매클밀런 컴퍼니. OCLC 902842081. 2017년 12월 27일에 확인함 – 해티 트러스트 디지털 도서관 경유.
- “Editorial Note: Fixing the Seat of Government”. 《Founders Online》. 국립문서기록관리청. 2016년 3월 15일에 원본 문서에서 보존된 문서. 2021년 4월 14일에 확인함. (Original source: Boyd, Julian P., 편집. (1982). 《The Papers of Thomas Jefferson: 1 April to 4 August 1791》 20. 프린스턴 (뉴저지주): 프린스턴 대학교 출판부. 3–72쪽.)
- Kite, Elizabeth S. (1929). 《L'Enfant and Washington, 1791-1792: Published And Unpublished Documents Now Brought Together For The First Time》. Baltimore, Maryland: 존스 홉킨스 출판부. OCLC 575576744. 2021년 4월 14일에 확인함 – 해티 트러스트 디지털 도서관 경유.
- Levine, Michael. “Planning Our Capital City: L'Enfant designed more than D.C.: He designed a 200-year-old controversy”. 《History DC Area》. DCpages.com. 2017년 10월 18일에 원본 문서에서 보존된 문서. 2017년 10월 18일에 확인함.
- Savage, Kirk (2009). 《1. A Monument to a Deceased Project. Monument Wars: Washington, D.C., the National Mall, and the Transformation of the Memorial Landscape》. 버클리 (캘리포니아주): 캘리포니아 대학교 출판부. 25쪽. ISBN 9780520256545. OCLC 566119105. 2017년 10월 18일에 확인함 – 구글 도서 경유.
- Stephenson, Richard W. (1993). 《A plan whol[l]y new: Pierre Charles L'Enfant's plan of the City of Washington》. Washington, D.C.: 미국 의회도서관. ISBN 0844406996. LCCN 92028798. OCLC 954510004. 2008년 1월 1일에 확인함 – 구글 도서 경유.